# Legió VIII Augusta

Mapa de l'imperi romà l'any 125 dC, sota l'emperador Hadrià, que mostra la Legio VIII Augusta, estacionada al riu Rin a Argentorate (Estrasburg, França), a la província de Germania Superior, des de l'any 75 dC fins almenys l'any 371

La Legió VIII Augusta va ser una legió romana fundada per Gneu Pompeu Magne juntament amb les legions VI Ferrata, VII Claudia Pia Fidelis i IX Hispana.
Juli Cèsar la portava amb ell quan va envair la Gàl·lia l'any 58 aC i va estar operant durant tota la guerra de les Gàl·lies. Va participar en la guerra contra els nervis i també al setge de Gergòvia.
L'any 49 aC, quan es va iniciar la guerra civil entre Cèsar i Pompeu, la VIII Legió va ser una de les que van acompanyar Cèsar quan va passar el riu Rubicó per entrar a Itàlia. Al final d'aquesta guerra van enfrontar-se a les tropes de Pompeu a la batalla de Farsàlia. La legió era a Egipte amb Cèsar quan va ocupar Egipte per situar Cleòpatra al tron. L'any 46 aC la legió va combatre amb Cèsar a la batalla de Tapsos, que va tenir lloc com a un dels últims episodi s de la guerra civil entre Cèsar i el sector conservador romà (optimats) dirigit per Quint Cecili Metel Pius Escipió i Marc Porci Cató Uticense. Poc després la VIII Legió Augusta va ser desmantellada, i als veterans se'ls van repartir terres.
L'any 44 aC, Octavi, quan encara era triumvir, la va reconstruir, i va participar en la batalla de Filipos i a la batalla d'Accium. Per la seva lleialtat a Octavi, aquest li va donar el cognomen d'Augusta. Abans s'anomenava Legió VIII Gallica.
Durant el regnat d'August estava present a Tunísia i va participar en les guerres càntabres (29 aC-19 aC) a Hispània. Més tard va ser destinada a l'Àsia menor.
A principis del segle i, la VIII Augusta tenia la seva base a Poetovio (actual Ptuj) a la província romana de Pannònia. Durant tres anys la legió va participar en les guerres de contenció dels pannonis. Probablement l'any 46 o 47, l'emperador Claudi va traslladar els legionaris de la VIII Augusta a Novae a Mèsia, l'actual Svixtov a Bulgària. Al mateix temps, una vexillatio (un destacament) de la VIII Augusta va participar en la conquesta de Britànnia, comandada per Aulus Plauci.
Entre els anys 45 i 49 la legió va participar en la guerra contra en la guerra contra Mitridates II, rei del Bòsfor Cimmeri, i l'any 46 segurament van participar en la conquesta de Tràcia.
Durant el regnat de Neró, la legió va lluitar contra les tribus dels sàrmates, els dacis i els roxolans. L'emperador li va donar el cognomen de Bis Augusta («dues vegades augusta»). El 69, l'any dels quatre emperadors, després del suïcidi de Neró, la VIII Augusta es va decantar per Otó, al que no va poder salvar dels atacs de Vitel·li. Després va recolzar Vespasià. Més tard la legió lluitava al costat de Quint Petil·li Cerial, desplaçat a Germània per fer front a la revolta dels bataus. Després va ser destinada a Argentoratum (Estrasburg) a defensar el limes (frontera) del Rin, un lloc on hi va estar gairebé tres segles. Domicià va incloure aquesta legió entre les que lluitaven contra la tribu dels cats.
Després del breu regnat de Pèrtinax i del cop d'estat de Didi Julià la VIII Augusta va recolzar Septimi Sever. Aquest emperador va utilitzar la legió durant la guerra contra l'Imperi Part, i els anys 196 i 197 en la guerra de Septimi Sever contra Clodi Albí. Caracal·la va tenir èxit en les lluites contra els alamans, on combatia amb la VIII Augusta i les legions III Italica i XXII Primigenia.
La legió encara era a Estrasburg al segle iv, acompanyada d'una nova legió anomenada XII Victrix, A l'inici del segle v Estilicó la va retirar, ja que la necessitava per fer front als visigots que invadien Itàlia.
La Notitia Dignitatum parla d'una unitat anomenada Octaviana sota el comandament del Magister Peditum d'Itàlia que podria ser l'antiga legió VIII Augusta, que originàriament era una unitat comitatensis.